# 韓圭復
韓 圭復（かん けいふく、ハン・ギュボク、朝鮮語: 한규복、1881年7月（高宗18年 / 明治14年）　- 1967年9月13日）は、明治から昭和にかけての朝鮮総督府官僚、朝鮮総督府中枢院参議。号は「溫齋」(朝鮮語: 온재）。本貫は清州韓氏。日本名は井垣圭復。

## 経歴
1881年に漢城府の下級官僚の家に生まれた。1893年に乙未義塾に入学し日本語を学んだ。1897年に官立学校に入学し、独立協会、万民共同会で活動した。1899年に官費留学生に選ばれ、日本の東京へ渡る。旧制中学校第3学年に編入し1年間学び、1900年に早稲田大学政治経済科に入学した。1903年に政府の命により帰国し、参謀本部翻訳官補に任命された。1906年に度支部翻訳官に転じ、1908年に度支部書記官を兼任。1910年に朝鮮総督府土地調査局書記官に任命され、1913年に晋州郡守に任ぜられ、1918年に東萊郡守に転じた。1921年に忠清南道参与官に転じ、1924年に慶尚北道参与官に就いた。1926年に忠清北道知事に任ぜられ、1929年に黄海道知事に転じ、1934年まで務めた。1933年に朝鮮総督府中枢院参議となり、退官後の1936年に朝鮮人徴兵制要望運動に参加し、1938年に同民会副会長、1941年に臨戦対策協議会準備委員、国民総力朝鮮連盟理事などを歴任し、日本軍への戦争協力を宣伝した。
日本の敗戦後、反民族行為特別調査委員会から調査を受けたが釈放された。その後、ジャーナリストとなり1967年9月13日に死去。

## 死後
2004年に韓国で成立した日帝強占下反民族行為真相糾明に関する特別法によって、親日反民族行為者に認定された。

## 人物
- 趣味は書道で[1]、朝鮮美術展覧会で4回入賞した[2]。
- 京畿道評議会員などを務めた韓光鎬は息子[1]。

## 栄典
- 1912年8月 - 韓国併合記念章[2]
- 1921年 - 勲六等瑞宝章[2]
- 1925年 - 勲五等瑞宝章[2]
- 1926年 - 勲四等瑞宝章[2]
- 1929年 - 勲三等瑞宝章[2]
- 1929年11月 - 従四位[2]
- 1933年4月 - 正四位[2]